# Gjin Shpata
Gjin Shpata (1310-1399) was een Albanese heerser. Hij regeerde van 1374 tot 1399 over het Despotaat Arta, een Albanese staat dat overeenkwam met gebieden in het huidige West-Griekenland.

## Biografie
Gjin Shpata was een telg van de adellijke familie Shpata uit zuid-Albanië. Samen met Pjetër Losha viel Shpata Epirus, Acarnanië en Aetolië binnen. 
De Grieken opende een aanval tegen de binnenvallende Albanezen maar alarmeerden daarnaast de Serviërs over de Albanese invasie. Zij onderhandelden met de Servische keizer Simeon Uros om tegenstand te bieden, mogelijk deden zij dit om te voorkomen dat de Albanezen en Serviërs bondgenoten zouden worden op Grieks gebied. Na de moord op de Griek Nikephoros II Orsini in 1360 besloot Simeon Uroš een mogelijk conflict met de Albanezen te vermijden en gaf hen erkenning mede door de militaire kracht waarover de Albanezen beschikte. De Serviërs verlieten Griekenland en gaven het gebied aan Pjeter Losha en Gjin Spata. Na de dood van Pjetër Losha, regeerde Gjin Shpata het hele gebied tot aan zijn overlijden.
Gjin Shpata kreeg uit meerdere huwelijken één dochter, Irena Shapta. Het woord Shpata betekent in het Albanees 'zwaard'. Zijn bijnaam luidde daarom Gjin het Zwaard.
- Library of Congress Control Number: n2018004733
- Virtual International Authority File: 9151776748418011549
- WorldCat: E39PBJwtpgW4Kjdxd7KBHgRVG3